# John Devine (calciatore irlandese)
John Anthony Devine (Dublino, 11 novembre 1958) è un ex calciatore e preparatore atletico irlandese, di ruolo difensore.

## Carriera

### Club
Devine arriva alle giovanili dell'Arsenal nel 1974, insieme ad altri giovani giocatori irlandesi promettenti come Liam Brady, David O'Leary e Frank Stapleton. Diventato calciatore professionista nel 1976, ha esordito in prima squadra il 28 aprile 1978. Inizialmente riserva della coppia difensiva titolare composta da Pat Rice e Sammy Nelson, diventa titolare nella stagione 1980-1981, giocando in quella stagione 44 partite (39 in campionato). A causa di un infortunio all'inizio della stagione successiva perse il posto da titolare.
Svincolato dall'Arsenal, si trasferisce nel 1983 al Norwich City, militante nella First Division. Gioca per due stagioni nei Canaries, giocando 69 partite e segnando tre reti. Dopo la stagione 1984-1985, conclusasi con la retrocessione del Norwich City in Second Division, si trasferisce allo Stoke City, ma dopo aver subito una frattura alla gamba perde il posto in squadra.
Nel 1987 si trasferisce all'IK Start, in Norvegia, dove milita per una stagione; si trasferisce quindi allo Shamrock Rovers, squadra del campionato irlandese nel 1989. Nel 1991 si trasferisce nella squadra indiana dell'East Bengal; nel giugno 1992 si ritira dal calcio giocato.

### Nazionale
Dopo aver giocato in altre selezioni nazionali, esordisce nella Nazionale maggiore irlandese il 26 settembre 1979, nella partita amichevole persa per 4-1 contro la Cecoslovacchia, in cui è partito titolare venendo rimpiazzato all'88º minuto da John Anderson. Ha giocato in totale 13 presenze con la maglia dei verdi (tutte quante da titolare), la sua ultima partita in nazionale è data 4 ottobre 1984 in occasione della sfida di qualificazione ai Mondiali di Messico 1986 contro la Norvegia, persa per 1-0.

## Dopo il ritiro
Devine viene poi assunto come preparatore atletico dallo Shelbourne. Lo Shelbourne è un club satellite del Manchester United; e nel 1997 Devine diventa capo-osservatore dei Red Devils in Irlanda. Nel 2008 diventa preparatore capo dello Sporting Fingal, squadra che milita nella First Division irlandese.

## Statistiche

### Cronologia presenze e reti in nazionale
| Cronologia completa delle presenze e delle reti in nazionale ― Irlanda | Cronologia completa delle presenze e delle reti in nazionale ― Irlanda | Cronologia completa delle presenze e delle reti in nazionale ― Irlanda | Cronologia completa delle presenze e delle reti in nazionale ― Irlanda | Cronologia completa delle presenze e delle reti in nazionale ― Irlanda | Cronologia completa delle presenze e delle reti in nazionale ― Irlanda | Cronologia completa delle presenze e delle reti in nazionale ― Irlanda | Cronologia completa delle presenze e delle reti in nazionale ― Irlanda |
| Data                                                                   | Città                                                                  | In casa                                                                | Risultato                                                              | Ospiti                                                                 | Competizione                                                           | Reti                                                                   | Note                                                                   |
| ---------------------------------------------------------------------- | ---------------------------------------------------------------------- | ---------------------------------------------------------------------- | ---------------------------------------------------------------------- | ---------------------------------------------------------------------- | ---------------------------------------------------------------------- | ---------------------------------------------------------------------- | ---------------------------------------------------------------------- |
| 26-9-1979                                                              | Praga                                                                  | Cecoslovacchia                                                         | 4 – 1                                                                  | Irlanda                                                                | Amichevole                                                             | -                                                                      | 88’                                                                    |
| 21-11-1979                                                             | Belfast                                                                | Irlanda del Nord                                                       | 1 – 0                                                                  | Irlanda                                                                | Qual. Euro 1980                                                        | -                                                                      |                                                                        |
| 29-4-1981                                                              | Dublino                                                                | Irlanda                                                                | 3 – 1                                                                  | Cecoslovacchia                                                         | Amichevole                                                             | -                                                                      |                                                                        |
| 21-5-1981                                                              | Brema                                                                  | Germania Ovest                                                         | 3 – 0                                                                  | Irlanda                                                                | Amichevole                                                             | -                                                                      |                                                                        |
| 9-9-1981                                                               | Rotterdam                                                              | Paesi Bassi                                                            | 2 – 2                                                                  | Irlanda                                                                | Qual. Mondiali 1982                                                    | -                                                                      |                                                                        |
| 28-4-1982                                                              | Algeri                                                                 | Algeria                                                                | 2 – 0                                                                  | Irlanda                                                                | Amichevole                                                             | -                                                                      |                                                                        |
| 17-11-1982                                                             | Dublino                                                                | Irlanda                                                                | 3 – 3                                                                  | Spagna                                                                 | Qual. Euro 1984                                                        | -                                                                      |                                                                        |
| 30-3-1983                                                              | Ta' Qali                                                               | Malta                                                                  | 0 – 1                                                                  | Irlanda                                                                | Qual. Euro 1984                                                        | -                                                                      |                                                                        |
| 21-9-1983                                                              | Reykjavík                                                              | Islanda                                                                | 0 – 3                                                                  | Irlanda                                                                | Qual. Euro 1984                                                        | -                                                                      |                                                                        |
| 12-10-1983                                                             | Dublino                                                                | Irlanda                                                                | 2 – 3                                                                  | Paesi Bassi                                                            | Qual. Euro 1984                                                        | -                                                                      | 89’                                                                    |
| 4-4-1984                                                               | Ramat Gan                                                              | Israele                                                                | 3 – 0                                                                  | Irlanda                                                                | Amichevole                                                             | -                                                                      |                                                                        |
| 12-9-1984                                                              | Dublino                                                                | Irlanda                                                                | 1 – 0                                                                  | Unione Sovietica                                                       | Qual. Mondiali 1986                                                    | -                                                                      |                                                                        |
| 17-10-1984                                                             | Reykjavík                                                              | Norvegia                                                               | 1 – 0                                                                  | Irlanda                                                                | Qual. Mondiali 1986                                                    | -                                                                      |                                                                        |
| Totale                                                                 |                                                                        | Presenze                                                               | 13                                                                     |                                                                        | Reti                                                                   | 0                                                                      |                                                                        |

## Palmarès

### Club

#### Competizioni nazionali
- Coppa d'Inghilterra: 1

Arsenal: 1978-1979